# Фельд'єгерський корпус
Фельд'єгерський корпус (рос. Фельдъегерский корпус) — формування (корпус, військова частина) спеціального призначення в Збройних Силах Російської імперії, в 1796—1918 роках.
Девіз — «забаритися — значить втратити честь!» (рос. Промедлить — значит потерять честь!). Штаб-квартира Окремої фельд'єгерського корпусу Його Імператорської Величності до 1918 року: Санкт-Петербург, Набережна річки Фонтанки, будинок № 90.

## Історія
17 грудня 1796 р. імператор Павло I підписав Указ про створення окремого фельд'єгерського корпусу — спеціальної групи, призначеної для несення військово-кур'єрської служби зв'язку та виконання спеціальних доручень імператора, в складі одного офіцера і 13 фельд'єгерів, начальником (старшим) був призначений 10 грудня армійський капітан Шелганін (1796—1799 роки служби).
У 1904—1918 роки — штабс-капітан Пєшков Леонтій Миколайович був керівником цього підрозділу. Мав нагороди: орден св. Станіслава 3 ступеня з мечем і бантом фельд'єгерського корпусу; Французький кавалерський орден Чорної Зірки; орден Бухарської Золотої зірки 3 ступеня; ордена св. Анни 3 і 2 ступеня; орден св. рівноапостольного Володимира 4 ступеня.
Указом від 2 лютого 1797 р., у зв'язку з великим обсягом зайнятості із забезпечення доставки найважливіших урядових документів на теренах Російської імперії та за кордон, а також через виконання численних державних доручень імператора Росії, чисельність особового складу корпусу була збільшена, до двох офіцерів і 30 фельд'єгерів. Корпус був укомплектований завдяки відбору (вимагалося знання іноземних мов і т. ін.). Набір відбувався в основному з військовослужбовців переважно Кавалергардского полку, унтер-офіцерів лейб-гвардії Ізмайловського, Преображенського й Семенівського полків Російської імператорської армії.
У 1800 р. знову чисельність цього корпусу була збільшена вже до 4 офіцерів і 80 фельд'єгерів.
У корпусі фельд'єгерів у кожній з трьох рот було шість субалтерн-офіцерів на 80 кур'єрів.
Після Лютневої революції 6 березня 1917 р. фельд'єгерський корпус приніс присягу на вірність Тимчасовому урядові Росії. Він у повному обсязі продовжував виконувати всі свої обов'язки навіть після подій Жовтневого перевороту 1917 р. — аж до моменту його офіційного розформування в січні-травні 1918 р.. Звільнені за скороченням штатів його чини увійшли до складу Білої та Червоної армій, взявши участь у створенні фельд'єгерського зв'язку антибільшовицьких урядів та уряду більшовиків. Влітку 1918 р. на Надволжжі в складі Військового відомства уряду Комітету членів Установчих зборів був утворений Загін військових кур'єрів, які забезпечували військово-кур'єрський зв'язок уряду й сформованої ним Народної армії. Аналогічна структура у той же час була створена при штабі Сибірської армії Тимчасового Сибірського уряду. Фельд'єгерська служба була відтворена Верховним Правителем Росії адміралом О. В. Колчаком, перебуваючи в структурі штабу Східного фронту і ставки Верховного головнокомандувача, де забезпечувала зв'язок між урядом в місті Омськ і Діючою армією. Припинила існування разом із військовою поразкою Білого руху в 1922 році.

## Призначення
Особовий склад фельд'єгерської корпусу (фельд'єгерського зв'язку) забезпечував надійність кур'єрського зв'язку імператора Росії, інших високопосадових осіб і урядових органів (доставку наказів, донесень, цінних паперів, посилок, перевезення золота, великих сум грошей, доставку трофейних прапорів, ключів від захоплених міст), а також супровід та охорону високопосадових осіб. Комплектувався корпус з чинів Російської імператорської гвардії.
У царювання імператора Миколи I на цей корпус було покладено обов'язок супроводжувати всіх особливо небезпечних державних злочинців до місця їх ув'язнення.

## Служба
Пізніше, в Окремий фельд'єгерською корпус приймалися бажаючі з почесних громадян і купців, які закінчили курс навчального закладу 3-го розряду й знають одну іноземну мову, у віці від 18 до 25 років. Після 6 місяців випробування, під час служби, зараховувалися в молодші фельд'єгері, які користувалися правами нестройових військовослужбовців старшого розряду. Через рік служби, при гідному виконанні своїх обов'язків, могли бути призначені на посади старших фельд'єгерів (призначалися в старші фельд'єгері), які користувалися правами кандидатів на класну посаду. В офіцери окремого корпусу приводилися фельд'єгері після служіння не менш як 4 роки. Офіцери Окремого фельд'єгерського корпусу не могли переводитися у інші підрозділи. Шість років служби в корпусі давали право на звільнення з чином XIV класу й призначення на посаду у поштове відомство Російської імперії, а дев'ять років служби — на звільнення з чином XII класу.